# Karsten Lauritzen
Karsten Lauritzen (født 14. oktober 1983) er en dansk organisationsmand og forhenværende politiker. Han var medlem af Folketinget for Venstre fra 13. november 2007 til 31. januar 2022, valgt i Hjørringkredsen. I perioden fra 28. juni 2015 til 27. juni 2019 var han skatteminister i Regeringerne Lars Løkke Rasmussen II og III. Tidligere var han partiets retsordfører. I januar 2022 blev han udnævnt til branchedirektør i DI Transport og udtrådte derfor af Folketinget.

## Baggrund
Karsten Styrbæk Lauritzen er født og opvokset i Løgstør, flyttede derefter til Hjørring og bor i dag i København. Faderen, Jens Lauritzen, er landmand og tidligere borgmester i Vesthimmerlands Kommune og før da i Løgstør Kommune. Karsten Lauritzen gik i Vilsted-Vindblæs Folkeskole fra 1989 til 1998, fra 1998 til 1999 på Åbybro Ungdomsskole og Skals Efterskole fra 1999 til 2000.
Han fik studentereksamen fra Fjerritslev Gymnasium i 2002 og er bachelor i Politik & Administration fra Aalborg Universitet.

## Politisk karriere
Fra 2003 til 2005 var Lauritzen næstformand i Venstres Ungdom. Han blev i 2005 valgt til formand og sad som formand til 2007.
Lauritzen blev opstillet og valgt den 1. januar 2007 i Nordjyllands Storkreds ved folketingsvalget i 2007 med 5.337 personlige stemmer. Han har udtalt sig kritisk om FN's komiteer og sagt, at halvdelen af medlemmerne er fra dybt udemokratiske lande.
Ved folketingsvalget i 2011 blev Lauritzen genvalgt med 14.346 personlige stemmer.
Han har været integrations- og udviklingsordfører for Venstre og derefter partiets retsordfører. I den forbindelse deltog han i debatten om Eritrea-sagen.
I årene 2015-2019 var han skatteminister i Regeringen Lars Løkke Rasmussen II og III.
Den 11. april 2018 blev han udnævnt til Kommandør af Dannebrogordenen.
Ved valget i 2019 blev Karsten Lauritzen genvalgt med 18.335 stemmer. Efter folketingsvalget blev han gruppeformand for Venstre og det var han, indtil han i januar 2022 meddelte, at han stoppede i politik for at blive direktør for DI Transport.
I november 2024 kom det frem, at han pr. 1. februar 2025 bliver administrerende direktør i brancheforeningen Danske Advokater.